# Юдин, Виталий Леонтьевич
Виталий Леонтьевич Ю́дин (род. 5 ноября 1946, Кривой Рог, Днепропетровская область) — советский и украинский архитектор.

## Биография
Родился 5 ноября 1946 года в городе Кривой Рог.
Окончил архитектурный факультет Киевский государственный художественный институт в 1971 году. Получил диплом I степени Союза архитекторов СССР за дипломную работу «Театр в Ялте на 1500 мест», руководитель дипломного проекта — заслуженный архитектор УССР Борис Жежерин.
В 1971—2009 годах работал в Украинском ГНИИ проектирования городов «Дипромисто» («Гипроград»), главным архитектором проектов специализированной архитектурной мастерской по проектированию театрально зрелищных сооружений.

### Трудовые достижения
За время работы был автором значительного количества архитектурных проектов, в том числе:
- 1972—1974 — проект и строительство Днепропетровского ГАТОБ, автор Жежерин, Борис Петрович, проект главной люстры зрит. зала и интерьеров — архитектор Юдин В. Л.)
- 1974—1975 — проект и строительство ГАМТ Республики Крым в Симферополе. Авторы проекта: главный архитектор проекта Авзаметдинова С. Ю., архитектор Юдин В. Л., главный конструктор Быков, Эрнест Николаевич институт «Дипромисто»
- 1973 — проект и строительство памятника партизану Великой Отечественной войны — Спиридону Гнатюку, совместно со скульптором Михайлевич Валентиной Викторовной.
- 1973—1974 — проект мемориального комплекса героям Великой Отечественной войны в Чернигове. Скульптор — народный художник СССР, академик Бородай, Василий Захарович.
- 1975 — проект и реализация декоративно-художественной композиции «Театральные маски» для Симферопольского театра. Художники — Зарецкий В. И., Михайлевич В. В.
- 1975 — проект и реализация интерьеров Киевского института культуры имени А. Е. Корнейчука, главный архитектор проекта Непомнящий Ю. С.
- 1977—1982 — проект и строительство производственно-оформительского комбината ВДНХ УССР, совместно с архитектором Занько Г. Д.
- 1970—1978 — проект и строительство Закарпатского ОУМДТ в Ужгороде. Руководитель авторского коллектива — заслуженный архитектор УССР Жежерин, Борис Петрович, главный архитектор проекта Авзаметдинова С. Ю.
- 1978—1980 — проект Дома правительственных приемов в Национальном Экспоцентре Украины (ВДНХ УССР), авторы: главный архитектор проекта Жежерин, Борис Петрович, архитектор Юдин В. Л.
- 1978 — проект и реализация декоративно-художественной композиции «Лесная песня» для музея театра имени Леси Украинки в  Киеве, скульптор Михайлевич В. В.
- 1979 — конкурсный проект кинотеатра «Арсеналец», автор проекта
- 1980 — реконструкция клуба Метростроя под молодёжный театр, автор проекта
- 1981—1982 — конкурсные проекты планировки и застройки Ивано-Франковска, Коломыи, авторы проекта: архитекторы Кискин И. Х., Черненко В. Б., Юдин В. Л.
- 1983 — реконструкция кинотеатра «Космос» под Киевский академический театр драмы и комедии на левом берегу Днепра, автор проекта
- 1974—1987 — реконструкция и реставрация архитектурного комплекса КУГАТОБ имени Т. Г. Шевченко.  Руководитель авторского коллектива — заслуженный архитектор УССР Жежерин, Борис Петрович, главный архитектор проекта Юдин В. Л.
- 1986 — проект и реализация концертного органа на 58 звучащих голосов для театра оперы и балета Украины, совместно с инженером фирмы Rieger–Kloss Здэнэком Светликом, автор проекта.
- 1988 — проект детской спортивной школы в Ужгороде, автор проекта
- 1989—1990 — проект зрелищно-спортивного комплекса на 5000 зрителей в Кривом Роге, автор проекта
- 1989—1990 — проект Луганского академического украинского музыкально-драматический театра. Главный архитектор проекта Юдин В. Л., архитекторы: Моментович В. А., Малышева Н. Н.
- 1989—1990 — проект мемориального комплекса погибшим в Великой Отечественной войне в Дербенте (Дагестан), авторы: главный архитектор проекта Юдин В. Л., архитектор Курято А. В., скульптор Проскуров В.
- 1989 — проект Киевского академического театра юного зрителя на Липках по ул. Красноармейской в Киеве, автор проекта
- 1990 — проект театра малых форм на ул. Сагайдачного в Киеве, автор проекта
- 1991 — проект бизнес-центра на территории ВДНХ УССР совместно с архитектором Робертом Канфером (Австрия).
- 1993 — реконструкция зрительного зала культурного центра «Украинский дом».
- 1993 — проект реконструкции Национального академического театра русской драмы имени Леси Украинки (Киев). Архитекторы Курято А. В., Юдин П. В.
- 1993—2012 — проект и строительство Киевского государственного Театра на Подоле по улице Андреевский спуск, руководитель авторского коллектива Юдин В. Л., в составе авторского коллектива — архитектор Прощенко Артем Анатольевич. Главный конструктор Быков, Эрнест Николаевич, инженеры: Криц В. Я., Лукьянчук А. Т[2].
- 1997—2005 — проект и строительство Киевского государственного академического театра кукол[3]. Авторы проекта: архитекторы Юдин В. Л., Юдина О. В. Главный конструктор Быков, Эрнест Николаевич, инженеры: Криц В. Я., Лукъянчук А. Т.
- 2008—2009 — проект культурно-образовательного центра «Замок Чагари» в селе Чагари (Тернопольская область) Соавтор — архитектор Прощенко Артем Анатольевич. https://www.youtube.com/watch?v=WUcjHqqcdA8
- 2008—2009 — проект реконструкции ГАМТ Республики Крым (Симферополь)

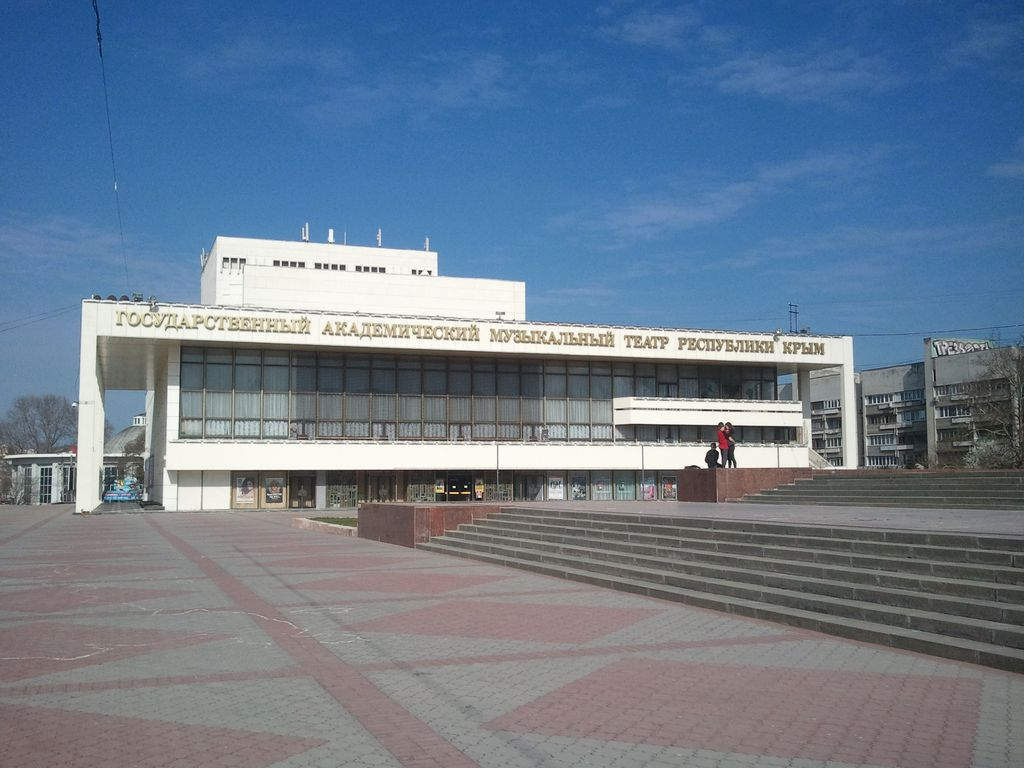
Крымский областной украинский музыкально-драматический театр, 1975
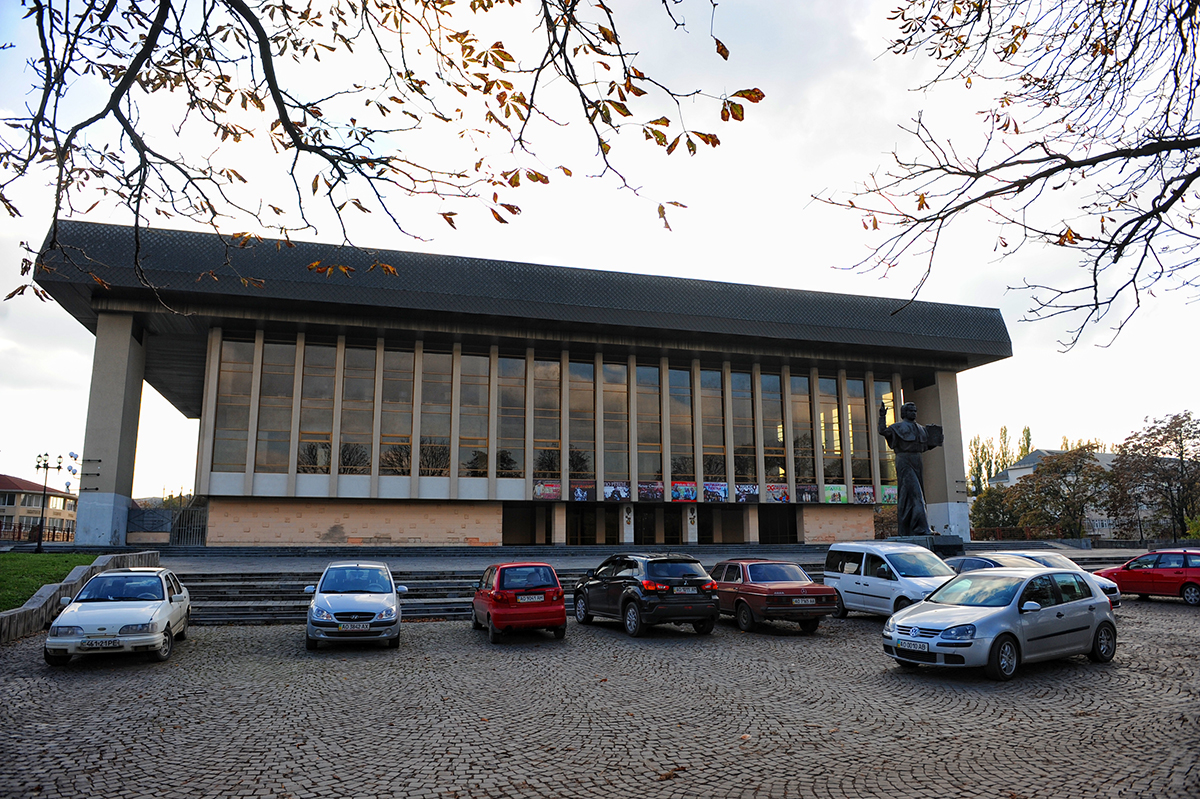
Закарпатский областной украинский музыкально-драматический театр, 1978

В 2011 году работал главным менеджером проекта реконструкции культурного центра «Мыстецкий арсенал»
- 2012 — разработка проекта ресторанного комплекса в Ялте на ул. Ленина; автор проекта, архитекторы Юдин П. В., Коровина А. В.
- 2012 — разработка проекта ресторанного комплекса на мысе Сарыч, автор проекта.
- 2009—2012 — проект и строительство творческой мастерской на мысе Виноградный (Севастополь).

## Награды и премии
- 1978 — Государственная премия УССР имени Т. Г. Шевченко — за создание Крымского ОМДТ в Симферополе[4];
- 1990 — Государственная премия Украины в области архитектуры — за проект реконструкции КУГАТОБ имени Т. Г. Шевченко;
- 2006 — Заслуженный архитектор Украины — за проект и осуществление авторского надзора Киевского государственного академического театра кукол.